# هيرمان يوهانسون
هيرمان يوهانسون (بالسويدية: Herman Johansson)‏ هو لاعب كرة قدم سويدي، ولد في 16 أكتوبر 1997.

## وصلات خارجية
- هيرمان يوهانسون على موقع اتحاد السويد (السويدية)
- هيرمان يوهانسون على موقع قاعدة بيانات كرة القدم.إي يو (الإنجليزية)
- هيرمان يوهانسون على موقع Soccerway.com (الإنجليزية)